# Mount Lopatin
Mount Lopatin är ett berg i Antarktis. Det ligger i Östantarktis. Nya Zeeland gör anspråk på området. Toppen på Mount Lopatin är 2 670 meter över havet, eller 655 meter över den omgivande terrängen. Bredden vid basen är 3,9 km. Lopatin ingår i Victory Mountains.
Terrängen runt Mount Lopatin är huvudsakligen mycket bergig. Trakten är obefolkad. Det finns inga samhällen i närheten. 